# División de Honor de Bolo Palma 2024
La División de Honor de Bolo Palma 2024 fue la 16.ª edición de la División de Honor de Bolo Palma, máxima categoría a nivel nacional, organizada por la Federación Cántabra de bolos.

## Clasificación
|                                                                | Peña                           | Puntos | J  | G  | E | P  | CF | CC | DC  |
| -------------------------------------------------------------- | ------------------------------ | ------ | -- | -- | - | -- | -- | -- | --- |
| 1                                                              | Peñacastillo Anievas Mayba     | 37     | 26 | 15 | 7 | 4  | 87 | 49 | 38  |
| 2                                                              | Hnos. Borbolla Villa de Noja   | 35     | 26 | 15 | 5 | 6  | 82 | 53 | 29  |
| 3                                                              | Camargo                        | 35     | 26 | 14 | 7 | 5  | 82 | 54 | 28  |
| 4                                                              | Andros La Serna Valle de Iguña | 34     | 26 | 13 | 8 | 5  | 81 | 60 | 21  |
| 5                                                              | Torrelavega Siec               | 33     | 26 | 15 | 3 | 8  | 82 | 58 | 24  |
| 6                                                              | Riotuerto Sobaos Los Pasiegos  | 26     | 26 | 9  | 8 | 9  | 73 | 69 | 4   |
| 7                                                              | La Rasilla Peter&Pan           | 25     | 26 | 10 | 5 | 11 | 70 | 71 | -1  |
| 8                                                              | Ribamontán Mar Const. Cárcoba  | 24     | 26 | 9  | 6 | 11 | 64 | 72 | -8  |
| 9                                                              | Comillas                       | 23     | 26 | 8  | 7 | 11 | 63 | 77 | -14 |
| 10                                                             | P. B. Los Remedios             | 23     | 26 | 7  | 9 | 10 | 67 | 73 | -6  |
| 11                                                             | José Cuesta                    | 21     | 26 | 6  | 9 | 11 | 68 | 81 | -13 |
| 12                                                             | Sobarzo                        | 19     | 26 | 8  | 3 | 15 | 57 | 79 | -22 |
| 13                                                             | Pontejos Nereo Hnos.           | 16     | 26 | 6  | 4 | 16 | 53 | 85 | -32 |
| 14                                                             | Casa Sampedro                  | 13     | 26 | 6  | 1 | 19 | 42 | 90 | -48 |
| Fuente: Federación Cántabra de bolos; actualización automática |                                |        |    |    |   |    |    |    |     |

J: Jugados G: Ganados E: Empatados P: Perdidos CF: Chicos a favor CC: Chicos en contra DC: Diferencia de chicos